# Campeonato Mundial de Esqui Estilo Livre de 2011 - Moguls masculino
A prova do moguls masculino do Campeonato Mundial de Esqui Estilo Livre de 2011 foi disputada no dia 2 de fevereiro  em Wasatch Range nos Estados Unidos. Participaram 35 atletas de 17 países.

## Medalhistas
| Ouro                 | Prata                    | Bronze                 |
| Guilbaut Colas (FRA) | Alexandre Bilodeau (CAN) | Mikaël Kingsbury (CAN) |

## Resultados

### Qualificação
35 atletas participaram do processo qualificatório. Os 16 melhores avançaram para a final.
| Pos. | Bib | Atleta                    | Nacionalidade  | Tempo | Pontuação | Pontuação | Pontuação | Total | Notas |
| Pos. | Bib | Atleta                    | Nacionalidade  | Tempo | Giros     | Aéreo     | Tempo     | Total | Notas |
| ---- | --- | ------------------------- | -------------- | ----- | --------- | --------- | --------- | ----- | ----- |
| 1    | 3   | Alexandre Bilodeau        | Canadá         | 24.42 | 13.8      | 5.47      | 6.44      | 25.71 | Q     |
| 2    | 2   | Mikaël Kingsbury          | Canadá         | 26.09 | 13.5      | 5.44      | 5.65      | 24.59 | Q     |
| 3    | 1   | Guilbaut Colas            | França         | 25.03 | 13.8      | 4.47      | 6.15      | 24.42 | Q     |
| 4    | 5   | Jeremy Cota               | Estados Unidos | 25.91 | 13.2      | 4.89      | 5.73      | 23.82 | Q     |
| 5    | 7   | Pierre-Alexandre Rousseau | Canadá         | 25.76 | 12.7      | 4.82      | 5.81      | 23.33 | Q     |
| 6    | 34  | Ville Miettunen           | Finlândia      | 26.56 | 12.1      | 5.26      | 5.43      | 22.79 | Q     |
| 7    | 11  | Jesper Björnlund          | Suécia         | 26.21 | 12.5      | 4.45      | 5.59      | 22.54 | Q     |
| 8    | 9   | Cedric Rochon             | Canadá         | 26.14 | 12.3      | 4.58      | 5.63      | 22.51 | Q     |
| 9    | 6   | Alexandr Smyshlyaev       | Rússia         | 25.21 | 12.1      | 4.23      | 6.07      | 22.40 | Q     |
| 10   | 17  | Arttu Kiramo              | Finlândia      | 26.29 | 12.4      | 4.20      | 5.55      | 22.15 | Q     |
| 11   | 4   | Patrick Deneen            | Estados Unidos | 25.93 | 12.5      | 3.81      | 5.73      | 22.04 | Q     |
| 12   | 10  | David DiGravio            | Estados Unidos | 27.15 | 12.5      | 4.19      | 5.15      | 21.84 | Q     |
| 13   | 15  | Joseph Discoe             | Estados Unidos | 27.17 | 12.5      | 4.06      | 5.09      | 21.65 | Q     |
| 14   | 30  | Jussi Penttala            | Finlândia      | 26.44 | 11.9      | 4.10      | 5.48      | 21.48 | Q     |
| 15   | 25  | Tevje-Lie Andersen        | Noruega        | 26.48 | 11.1      | 4.50      | 5.47      | 21.07 | Q     |
| 16   | 32  | Per Spett                 | Suécia         | 26.89 | 11.5      | 4.27      | 5.27      | 21.04 | Q     |
| 17   | 28  | Vinjar Slatten            | Noruega        | 25.27 | 10.6      | 4.31      | 6.04      | 20.95 |       |
| 18   | 13  | Nobuyuki Nishi            | Japão          | 26.64 | 11.9      | 3.61      | 5.39      | 20.90 |       |
| 19   | 18  | Sergey Volkov             | Rússia         | 25.12 | 11.4      | 3.25      | 6.11      | 20.76 |       |
| 20   | 31  | Sam Hall                  | Austrália      | 27.18 | 11.5      | 3.99      | 5.13      | 20.62 |       |
| 21   | 12  | Sho Endo                  | Japão          | 25.73 | 10.8      | 3.92      | 5.82      | 20.54 |       |
| 22   | 26  | Lukas Vaculik             | Chéquia        | 28.21 | 10.9      | 3.89      | 4.65      | 19.44 |       |
| 23   | 29  | Giacomo Matiz             | Itália         | 28.05 | 11.0      | 3.71      | 4.72      | 19.43 |       |
| 24   | 27  | David Graham              | Austrália      | 28.59 | 10.6      | 3.97      | 4.47      | 19.04 |       |
| 25   | 35  | Vaclav Novak              | Chéquia        | 27.64 | 8.6       | 2.77      | 4.92      | 16.29 |       |
| 26   | 38  | Pablo Lafranchi           | Suíça          | 28.93 | 8.8       | 3.09      | 4.31      | 16.20 |       |
| 27   | 24  | Adam Gummesson            | Suécia         | 28.04 | 4.7       | 4.55      | 4.73      | 13.98 |       |
| 28   | 42  | Gustav-Muus Thorkilsen    | Dinamarca      | 32.13 | 8.1       | 2.87      | 2.79      | 13.76 |       |
| 29   | 33  | Gi-Chan Yoon              | Coreia do Sul  | 35.29 | 4.5       | 2.51      | 1.30      | 8.31  |       |
| 30   | 44  | Ji-Hyon Kim               | Coreia do Sul  | 32.94 | 4.5       | 1.39      | 2.41      | 8.30  |       |
| 31   | 41  | Bradley Stephenson        | África do Sul  | 33.87 | 1.3       | 2.57      | 1.97      | 5.84  |       |
| 32   | 37  | Juuso Lahtela             | Finlândia      | 45.36 | 0.3       | 2.23      | 0.00      | 2.53  |       |
| 33   | 40  | Sun Renze                 | China          | 38.66 | 2.0       | 0.42      | 0.00      | 2.42  |       |
| 34   | 8   | Bryon Wilson              | Estados Unidos |       |           |           |           | DNF   |       |
| 35   | 43  | Andrew Longley            | Reino Unido    |       |           |           |           | DNS   |       |

### Final
Os 16 atletas disputaram no dia 2 de fevereiro a final da prova.
| Pos.              | Bib | Atleta                    | Nacionalidade  | Tempo | Pontuação | Pontuação | Pontuação | Total | Notas |
| Pos.              | Bib | Atleta                    | Nacionalidade  | Tempo | Giros     | Aéreo     | Tempo     | Total | Notas |
| ----------------- | --- | ------------------------- | -------------- | ----- | --------- | --------- | --------- | ----- | ----- |
| Medalha de ouro   | 1   | Guilbaut Colas            | França         | 23.87 | 14.3      | 5.26      | 6.70      | 26.26 |       |
| Medalha de prata  | 3   | Alexandre Bilodeau        | Canadá         | 23.87 | 14.3      | 4.66      | 6.70      | 25.66 |       |
| Medalha de bronze | 2   | Mikaël Kingsbury          | Canadá         | 25.06 | 13.6      | 5.83      | 6.14      | 25.57 |       |
| 4                 | 5   | Jeremy Cota               | Estados Unidos | 25.06 | 13.4      | 5.20      | 6.14      | 24.74 |       |
| 5                 | 6   | Alexandr Smyshlyaev       | Rússia         | 24.37 | 12.5      | 5.25      | 6.46      | 24.21 |       |
| 6                 | 4   | Patrick Deneen            | Estados Unidos | 24.28 | 12.7      | 4.93      | 6.51      | 24.14 |       |
| 7                 | 9   | Cedric Rochon             | Canadá         | 26.11 | 13.2      | 4.88      | 5.64      | 23.72 |       |
| 8                 | 34  | Ville Miettunen           | Finlândia      | 25.12 | 12.0      | 5.32      | 6.11      | 23.43 |       |
| 9                 | 10  | David DiGravio            | Estados Unidos | 26.00 | 12.9      | 4.78      | 5.69      | 23.37 |       |
| 10                | 7   | Pierre-Alexandre Rousseau | Canadá         | 25.19 | 12.5      | 4.56      | 6.08      | 23.14 |       |
| 11                | 11  | Jesper Björnlund          | Suécia         | 25.31 | 12.5      | 4.18      | 6.02      | 22.70 |       |
| 12                | 17  | Arttu Kiramo              | Finlândia      | 26.15 | 12.5      | 4.49      | 5.62      | 22.61 |       |
| 13                | 15  | Joseph Discoe             | Estados Unidos | 25.77 | 12.4      | 4.36      | 5.80      | 22.56 |       |
| 14                | 25  | Tevje-Lie Andersen        | Noruega        | 25.84 | 9.8       | 4.78      | 5.77      | 20.35 |       |
| 15                | 32  | Per Spett                 | Suécia         | 38.76 | 4.2       | 3.33      | 0.00      | 7.53  |       |
| 16                | 30  | Jussi Penttala            | Finlândia      |       |           |           |           | DNF   |       |

Legenda
| Recorde mundial       | Recorde mundial (World record)               |                       | Recorde africano                      | Recorde africano (African) |                                           | Q | Classificado por posição (Qualified) |
| Recorde do campeonato | Recorde do campeonato (Championship record)  | Recorde da América    | Recorde da América (Americas)         | q                          | Classificado por melhor tempo (Qualified) |   |                                      |
| Melhor marca do ano   | Melhor marca do ano (World leading)          | Recorde asiático      | Recorde asiático (Asian)              | DNS                        | Não largou (Did not start)                |   |                                      |
| Recorde nacional      | Recorde nacional (National record)           | Recorde europeu       | Recorde europeu (European)            | DNF                        | Não terminou (Did not finish)             |   |                                      |
| Recorde pessoal       | Recorde pessoal do atleta (Personal best)    | Recorde da Oceania    | Recorde da Oceania (Oceania)          | DSQ / DQ                   | Desclassificado (Disqualified)            |   |                                      |
| Recorde da temporada  | Recorde da temporada do atleta (Season best) | Recorde sul-americano | Recorde sul-americano (South America) | NM                         | Sem marca (No mark)                       |   |                                      |